# Berufsbildung
Unter Berufsbildung versteht man die Vermittlung theoretischen Wissens und praktischer Fertigkeiten, die zur Ausübung eines Berufs befähigen, die sog. Berufsausbildung sowie die berufliche Fortbildung. Diese dient dazu, die berufliche Handlungsfähigkeit zu erhalten und anzupassen oder zu erweitern.

## Deutschland

Bildungsgänge im deutschen Bildungssystem

Im deutschen Arbeitsrecht bezeichnet Berufsbildung die Gesamtheit der Maßnahmen zur beruflichen Ausbildung und Fortbildung. Sie ist Teil des öffentlich zugänglichen deutschen Bildungssystems. Dagegen wird mit beruflicher Weiterbildung in der Regel eine unternehmensbezogene Bildungsmaßnahme bezeichnet.
Nach § 1 des deutschen Berufsbildungsgesetzes gehören dazu die Berufsausbildungsvorbereitung, die Berufsausbildung, die berufliche Fortbildung und die berufliche Umschulung.
- Die Berufsausbildungsvorbereitung führt durch die Vermittlung von Grundlagen für den Erwerb beruflicher Handlungsfähigkeit an eine Berufsausbildung in einem anerkannten Ausbildungsberuf heran.
- Die Berufsausbildung (Duale Ausbildung) vermittelt die für die Ausübung einer qualifizierten beruflichen Tätigkeit die notwendigen Fertigkeiten, Kenntnisse und Fähigkeiten (berufliche Handlungsfähigkeit) in einem geordneten Ausbildungsgang. Sie ermöglicht ferner den Erwerb der erforderlichen Berufserfahrungen zu.
- Die berufliche Fortbildung soll die berufliche Handlungsfähigkeit erhalten, anpassen oder erweitern und den beruflichen Aufstieg ermöglichen.
- Die berufliche Umschulung soll zu einer anderen beruflichen Tätigkeit befähigen.

Für die Berufsausbildung zum Gesundheits- und Krankenpfleger und Gesundheits- und Krankenpflegehelfer findet das Berufsbildungsgesetz (BBiG) keine Anwendung. Hierfür ist das Krankenpflegegesetz (KrPflG) gültig.

## Schweiz
Die Schweiz rühmt sich ihrer Berufsbildung, der Lehre – wie man in der deutschsprachigen Schweiz die Berufsausbildung, duale Ausbildung/duales Studium geläufig bezeichnet. In handwerklichen, technischen, administrativen oder Dienstleistungsberufen – von einfacher bis höher qualifizierten – bildet sie eine der Grundlagen der Schweizer Wirtschaft und öffentlicher Verwaltung.

„Das besonders gut ausgebaute duale Bildungssystem ermögliche auch Arbeitnehmern mit unterdurchschnittlichen Fähigkeiten eine qualitativ hochstehende Ausbildung und einen direkten Zugang zum Arbeitsmarkt. In Ländern ohne Berufslehren sei dieser Zugang weit schwieriger.“

Die Berufsbildung, die Lehre, findet in der Schweiz im „Netzwerk“ Arbeitgeber, Berufsfachschulen, Organisationen der Arbeitswelt, Kantone und Bund statt.
Die Arbeitgeber – Unternehmen, öffentliche Hand – stellen die Berufslernenden über einen Lehrvertrag an, tragen damit auch einen Teil der Kosten und sind Vertragspartner des jeweiligen Kantons. Als Mitglieder der Organisationen der Arbeitswelt (OdA, früher Verbände, auch heute geläufige Bezeichnung) gestalten sie die Berufsbildung mit.
Die Organisationen der Arbeitswelt vertreten die Berufe, sie gestalten die Ausbildungsinhalte mit, über Verordnungen zur beruflichen Grundbildung (VebeG) – in Zusammenarbeit mit den Berufsfachschulen inkl. Lehrpersonenverbände, gemeinsam mit Kantonen und Bund.

Das duale Berufsbildungssystem der Schweiz (2016, Quelle: SBFI)

Die berufliche Grundbildung (Bestandteil der Sekundarstufe 2) in den:
- Betrieben
- Berufsfachschulen und
- überbetrieblichen Kursen

mit den Abschlüssen:
- Eidgenössisches Berufsattest und darauf aufbauendem
- Eidgenössisches Fähigkeitszeugnis

oder an den
- Fachmittelschulen

mit dem Abschluss:
- Fachmittelschulausweis

wird ergänzt mit der:
- Berufs- oder
- Fachmaturität.

Im tertiären Bildungsbereich finden sich die:
- Berufs- und höheren Fachprüfungen oder
- Höheren Fachschulen und die
- Fachhochschulen.

Eine Übersicht dieser und weiterer beruflichen und universitären Ausbildungen (inkl. ETH / EPFL) mit den Übertritts- und Weiterbildungsmöglichkeiten gibt die Abbildung Das duale Berufsbildungsystem der Schweiz hier rechts (Stand 2016).
Die Berufsbildung wird auf Bundesebene mit dem Berufsbildungsgesetz geregelt. Der Bund leistet auch finanzielle Beiträge an die Erbringer der Bildungsleistungen. Die Kantone – als Hauptträger, auch finanziell – sind für die Berufsbildung zuständig und koordinieren ihre Leistungen untereinander (u. a. kantonale Konferenzen).

## Europa
Die europäischen Berufsbildungssysteme sind extrem heterogen. In Dänemark ist das System der Berufsbildung ähnlich organisiert wie im deutschsprachigen Bereich; in vielen Ländern fehlt jedoch eine systematisierte praxisnahe Berufsausbildung bzw. sie ist schulisch geprägt wie in Portugal und der Slowakei oder wird sogar zunehmend akademisiert. Außerdem gibt es in Europa immer mehr, aber nicht besonders erfolgreiche Kurzfortbildungen für arbeitslose Jugendliche. In diesem Zusammenhang stieg in den letzten Jahren das Interesse anderer europäischer Länder am deutschen System der dualen Berufsbildung und an seinem Ausbau auf höheren Stufen der beruflichen Bildung. Ein eindeutiges Szenario für die künftige Entwicklung der Berufsbildung in Europa gibt es jedoch nicht.

### Allgemein
- Fachzeitschriften online

### Deutschland
- Bundesinstitut für Berufsbildung mit Datenreport, Literaturdatenbank etc.
- Berufsbildungsbericht
- Kommunikations- und Informationssystem Berufliche Bildung (KIBB) – Das Portal zur Berufsbildungsforschung
- Staatslexikon der Görres-Gesellschaft (8. Auflage, 2019): Berufliche Bildung (1. pädagogisch (Autor: Reinhold Weiß) 2. wirtschaftlich (Autor: Hans Jürgen Schlösser))

### Schweiz
Literatur, Berichte
- Berufsbildung. In: Historisches Lexikon der Schweiz.  24. August 2012.
- Emil Wettstein: Berufsbildung. Entwicklung des Schweizer Systems (www.hep-verlag.ch/berufsbildung, mit Leseprobe bis S. 25), hep verlag, Bern 2020, ISBN 978-3-0355-1675-3, E-Book ISBN 978-3-0355-1676-0
  - Überblick über die Entwicklung, S. 17–56
  - Vertiefung – 33 Themen, mit Verweisen auf Materialband, S. 57–213
  - Blick zurück – Konstanten und Veränderungen, S. 214–217
  - Berufsbildung. Entwicklung des Schweizer Systems – Materialienband (ausschließlich als PDF-File) – über 1000 chronologisch geordnete Einträge und Literaturverzeichnis für alle drei Teile, 470 Seiten (Stand 2020) – elektronisches «Zettelkasten», Ausdruck der Datenbank, die dem Buch zugrunde liegt (soll periodisch aktualisiert werden)
- Kathrin Hoeckel, Simon Field, W. Norton Grubb: Learning for Jobs – OECD Studie zur Berufsbildung: Schweiz, OECD, April 2009, auf oecd.org
- Publikationen, SKBF CSRE, auf skbf-csre.ch

Partner, Verbände, Vereine
- Berufsbildung.ch – Das Portal zur Berufsbildung – Eine Dienstleistung des SDBB in Zusammenarbeit mit dem Staatssekretariat für Bildung, Forschung und Innovation SBFI, auf berufsbildung.ch
- Das duale System der Berufsbildung in der Schweiz, Staatssekretariat für Bildung, Forschung und Innovation, auf sbfi.admin.ch

- Staatssekretariat für Bildung, Forschung und Innovation SBFI, sbfi.admin.ch

- Schweizerische Berufsbildungsämter Konferenz, sbbk.ch
- SQUF Dachverband der Schweizerischen Organisationen der Arbeitswelt, squf.ch
- SDK CSD Schweizerische Direktorinnen und Direktorenkonferenz der Berufsfachschulen, sdk-csd.ch
- TRBS Table Ronde Berufsbildung, berufsfachschulen-schweiz.ch
- BCH DPS Berufsbildung Schweiz (Dachverband der Lehrpersonen), bch-fps.ch
- SKBF CSRE Schweizerische Koordinationsstelle für Bildungsforschung, skbf-csre.ch
- ZHSF Bildung, Universitäten, Wissenschaft und mehr, zhsf-edu.ch
- Verein Pro duale Berufsbildung Schweiz, pro-duale.ch